# もんナビ
もんナビは、2007年4月2日から2009年3月26日まで放送したHBCラジオの番組。

## 放送時間
木 17：00～17：15

(2007年9月までは月曜17：47～18：00の放送)

## 番組概要
HBCのキャラクターのもんすけとHBCのアナウンサーが出演する番組。

## 出演者
- もんすけ

## 過去に出演したHBCアナウンサー
- 新井理
- 赤城敏正
- 山内要一
- 内藤克
- 船越ゆかり
- 川畑恒一
- 卓田和広
- 石崎輝明
- 小川和幸
- 関博紀
- 阿部彩子